# パラッツォ・デル・テ
パラッツォ・デル・テ（伊: Palazzo del Te）は北イタリアのマントヴァに建つ離宮である。日本語ではテ宮、テ離宮とも表記される。
1526年から1533年にかけてマニエリスムの特性が表れた時期に活躍した建築家であり芸術家であったジュリオ・ロマーノがフェデリーコ2世・ゴンザーガに依頼を受けたことで建てられた。ジュリオ・ロマーノが設計したのは建築物だけではなく内部の装飾や壁画、庭園の構想まで芸術的な部分も含めて全て彼によって考えられている。

## 政治的背景
パラッツォ・デル・テが建設される前、当時マントヴァはマントヴァ侯国という君主国であった。文芸、政治手腕などで高く評価されたイザベラ・デステの名声の基国外からも高く知られている国ではあったが、小さい国のためローマ法王と神聖ローマ帝国皇帝カルロス5世という対立しあう2つの間にあり当時は政治的にとても不安定であった。それでもイザベラ・デステが息子たちを諸勢力に分散させるように所属させたことで小国であるマントヴァ侯国は存続できていた。実際このことが高じて1527年にカルロス5世によってローマ侵攻が行われたときマントヴァ侯国の領主であり教会軍総司令官のイザベラの長男のフェデリーコ2世・ゴンザーガは軍の領地内通過を許してしまうが、次弟のエルコレは法王庁の所属であったためこの戦争の枢機卿としての資格を手に入れることができた。このイザベラによる政治で小国マントヴァはどちらともに対して一定の距離をとり最終的にローマ法王を裏切ることでマントヴァは存続するいきさつとなった。しかし法王と神聖ローマ帝国皇帝カルロス5世の対立最中パラッツォ・デル・テは建てられている。この狙いははカルロス5世がローマ法王への侵攻直前であり当時の勢力均衡が崩れようしている中においてマントヴァの知的や芸術的な成果をカルロス5世に誇示するためだったとされる。実際にジュリオ・ロマーノはカルロス5世が訪問するまでに完成させるよう幾度と催促を受けていた。

## 愛人の存在
フェデリーコ2世・ゴンザーガにはラ・ボスケッタという愛人がいた。このときラ・ボスケッタは既に人妻でありフェデリーコにも正式な婚約者がいたそのことを巡りイザベラ・デステとフェデリーコ2世・ゴンザーガは対立関係にあった。 表向きには夏の離宮として建てることでカルロス5世のような重要な客をもてなすゲストハウス的役割を持たせているが、実際はフェデリーコ2世・ゴンザーガの愛人ラ・ボスケッタを住まわすためだったとされる。ラ・ボスケッタの住まいの構成は本城にあるイザベラの部屋にそっくりだったとされる。その構成は南側に廊下、3間続き、2階にワードロープと倉庫というもので、ここまで似ることになったのもフェデリーコ2世・ゴンザーガが愛人のことで対立する母イザベラを強く意識したためだったとされる。しかし1531年フェデリーコの結婚が正式に決まったことでラ・ボスケッタは追い出されてしまう。

## 造り
主軸を東西に走らせ、正方形の中庭をもちその中庭を囲む4つの立面は全て異なっている。更に東にも中庭よりも大きな庭が存在している。この中庭を囲むように建築物の中でも重要な部屋を配置している。「ミューズのロッジア」「馬の間」「プシケの間」「鷲の間」「ダヴィデのロッジア」「ストゥッコの間」「巨人の間」などが北側から南東にかけて配置されている。